# Cuitaca
Cuitaca es una ranchería del municipio de Cananea ubicada en el norte del estado mexicano de Sonora, en la zona de la Sierra Madre Occidental. La ranchería es la segunda localidad más habitada del municipio, ya que según los datos del Censo de Población y Vivienda realizado en 2020 por el Instituto Nacional de Estadística y Geografía (INEGI), Cuitaca tiene un total de 364 habitantes. Se encuentra asentada sobre la carretera Federal 2, entre el tramo Ímuris–Cananea.
Según algunos mapas cartográficos del siglo XVII, Cuitaca fue fundado en el año de 1692 por el jesuita moravo Adam Gilg, como una misión religiosa para evangelizar a los indígenas pimas.

## Geografía
Cuitaca se sitúa en las coordenadas geográficas 31°00'17" de latitud norte y 110°29'33" de longitud oeste del meridiano de Greenwich, a una elevación de 1264 metros sobre el nivel del mar.